# Carmen Leggio
Carmen Leggio (né en 1927 à Tarrytown (New York), décédé le 17 avril 2009 à Tarrytown) est un saxophoniste ténor américain de jazz.

## Carrière
Carmen Leggio est né à Tarrytown, New York et y est décédé le 17 avril 2009. Au cours de ses dernières années, il s'est produit dans des clubs et des restaurants à travers le comté de Westchester, comme le Red Hat Bistro à Irvington. En 2006, il enregistre Three Legends Live at the Division Street Grill avec Bucky Pizzarelli et Bill Crow à l'une de ces dates. Le 17 avril 2009, il a été victime d'une crise cardiaque devant sa maison à Tarrytown et est décédé plus tard dans la journée.
D'après une interview de Leggio réalisée par Fred Cicetti, en octobre 1999 :
« Leggio ("pupitre" en italien) a appris à jouer tout seul à l'âge de neuf ans. Il a commencé à la clarinette, en imitant Artie Shaw à la radio. Il a interprété "Stardust", "Nightmare" et "Begin the Beguine" sur une clarinette en métal King. À 14 ans, il passe au saxophone ténor et commence à jouer dans les clubs de sa ville natale de Tarrytown, une banlieue au nord de New York. »

« J'ai quitté le lycée, car je savais que j'étais destiné à être un musicien", a-t-il dit. "Mais mon père était tellement en colère qu'il ne m'a pas parlé pendant des années. Sur son lit de mort, il a admis que j'avais eu raison de quitter l'école. »

Cet aveu est intervenu après que Leggio ait joué avec Benny Goodman, Maynard Ferguson, Gene Krupa, Woody Herman, Buddy Rich, Dizzy Gillespie et Doc Severinsen. Il a joué dans des émissions de télévision, des films, au Newport Jazz Festival, au Birdland et au Carnegie Hall.
De Colin Smith, EZRock 99.1 :
« Après avoir joué dans des groupes locaux, Leggio a déménagé à New York en 1950, a travaillé avec Terry Gibbs, et est devenu un musicien de studio. Ses associations musicales incluent Marty Napoleon (en), Sol Yaged (en) (1956), Benny Goodman (1957), Maynard Ferguson (1958-59), Woody Herman (1963) et, à la fin des années 1970, l'orchestre Thad Jones/Mel Lewis Orchestra. »
Leggio jouait du même instrument depuis 1961, un saxophone ténor SML Golden Medal fabriqué en France par Strasser, Marigaux & Lemaire et également le même bec Selmer D.

« Je ne connais pas grand chose aux instruments et aux becs. Un de mes amis m'a trouvé le bon sax et la bonne configuration et je suis resté avec parce que ça marchait pour moi. Un saxo, c'est comme une paire de chaussures. Si vous en obtenez une paire qui est confortable, vous pouvez apprendre à faire n'importe quelle sorte de danse avec. »

## Discographie

### commeleader
- The Carmen Leggio Group (Jazz Unlimited, 1961)
- Aerial View (Dreamstreet, 1978)
- Smile (Progressive, 1978)
- Tarrytown Tenor (Famous Door, 1978)
- Cocktails for Three (2005)
- Carmen Leggio Quartet Featuring Joe Cohn (Mighty Quinn, 2007)
- Four x Four with John Cutrone, Bucky Pizzarelli (Cutrone Music, 2009)

### commesideman
Avec Bill Crow
- From Birdland to Broadway (Venus, 1996)
- Jazz Anecdotes (Venus, 1997)
- From Birdland to Broadway II (Venus, 2009)

Avec Maynard Ferguson
- Swingin' My Way Through College (Roulette, 1959)
- A Message from Birdland (Roulette, 1959)
- A Message from Newport (Roulette, 1960)
- Maynard Ferguson Plays Jazz for Dancing (Roulette, 1959)
- Maynard '64 (Roulette, 1963)

Avec d'autres leaders
- Roy Burns, Skin Burns (Roulette, 1963)
- Cal Collins, Ohio Boss Guitar (Famous Door, 1978)
- Jake Hanna, Jake Takes Manhattan (Concord Jazz, 1976)
- Woody Herman, Woody Herman: 1964 (Philips, 1964)
- Butch Miles, Butch's Encore (Famous Door, 1979)
- Marty Napoleon, Marty Napoleon and His Music (Stere-o-Craft, 1958)